# Kovallberget
Kovallberget är ett naturreservat i Storumans kommun i Västerbottens län.
Området är naturskyddat sedan 2008 och är 14 hektar stort. Reservatet ligger söder om bebyggelsen Kovallberget och består av tallnaturskog i norr och myrmark med en liten sjö i söder.